# Pierre-Maximilien Delafontaine
Pour les articles homonymes, voir Delafontaine.
Pierre-Maximilien Delafontaine, né à Paris en 1774 et mort le 1er décembre 1860 dans le 6e arrondissement de Paris, est un peintre portraitiste et bronzier français.

## Biographie
Fils de Jean-Baptiste-Maximilien Delafontaine, syndic de la corporation des fondeurs-doreurs-graveurs parisiens, et de Marie-Louise de La Brière, il épouse le 23 juin 1800 Émelie Claudine Herbillon, originaire de Rouvray-Saint-Florentin. Il est l'élève de Jacques-Louis David. D'après les livrets des Salons, on sait qu'il résidait 123 rue Saint-Honoré, en l'Hôtel d'Aligre. Il expose aux Salons de 1798 à 1802.

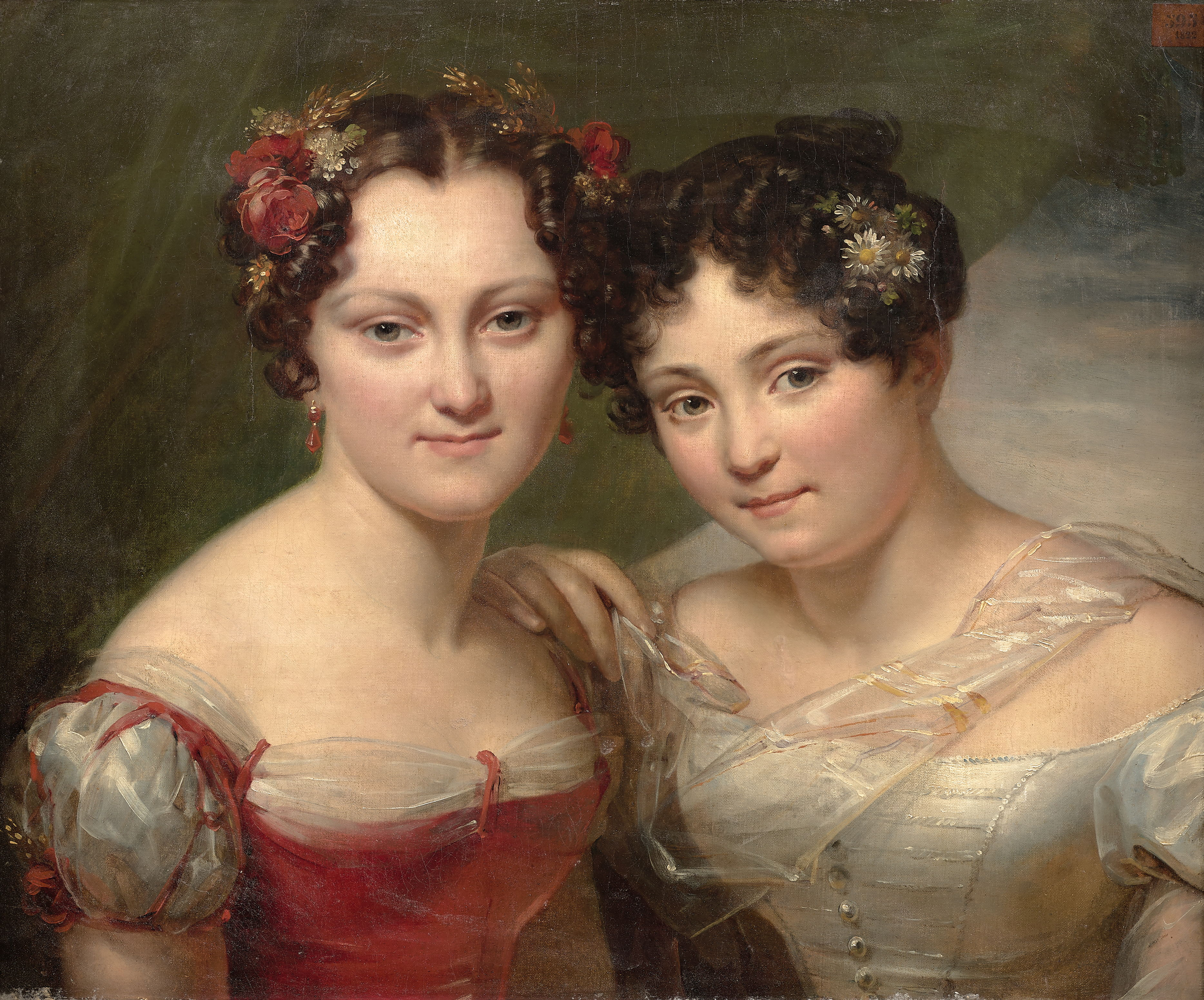
Ses filles Louise Christine et Louise Émilie, représentées vers 1822 par Marie-Éléonore Godefroid.

Après une longue maladie, il succède à son père comme bronzier. Il est chargé de travaux d'ornementation dans les palais royaux. Certaines entrées de serrures du Palais du Louvre sont de sa confection. Son atelier est dispersé en vente publique à Paris le 6 février 1861. Son fils Auguste-Maximilien Delafontaine est également artiste fabricant de bronzes.
En 1820, sa fille Louise Christine devient l'épouse de Constant Fénelon Le Tellier, fils de l'homme de lettres Charles-Constant Le Tellier. Sa seconde fille, Louise Emélie, épouse en 1832 l'artiste peintre Merry-Joseph Blondel

## Œuvres
- Paris, Hôtel de la Monnaie, Portrait du graveur Bertrand Andrieu en patineur, 1798
- Versailles, Musée national du château de Versailles et de Trianon
  - Portrait de Marie-François-Xavier Bichat, médecin et anatomiste (1771-1802) près du buste à l'antique du chirurgien anatomiste De Sault 
  - Portrait d'Alexandre Lenoir, conservateur du Musée des Monuments français (1761-1839), il tient l'urne des cendres de Molière devant le tombeau de François Ier remonté au musée .
- Gray (Haute-Saône), musée Baron-Martin :
  - Autoportrait, 1797, huile sur bois, 51 × 46 cm, dépôt du musée des Arts Décoratifs ;
  - Portrait du bourgmestre Nicolas Rockox, 1797, huile sur bois, 102 × 53 cm ;
  - Le déluge, d'après un poème de Gessner, 1798, huile sur toile, 276 × 183 cm ;
  - La musique, bronze d'édition, 52 × 23 × 12 cm ;
  - La Paix, assise, couronnée de fruits un rameau d'olivier à la main, bronze d'édition, 39 × 21 × 20 cm ;
  - Flambeau à deux lumières surmonté d'une statuette de baigneuse nue, bronze, 34 × 25 × 12 cm.

Œuvres de Pierre-Maximilien Delafontaine
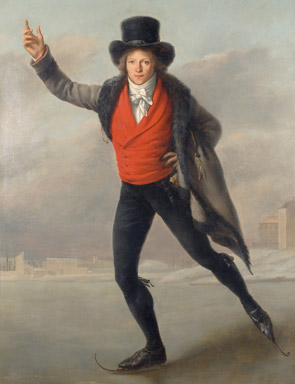
Bertrand Andrieu en patineur, 1798 (Paris, Hôtel de la Monnaie)
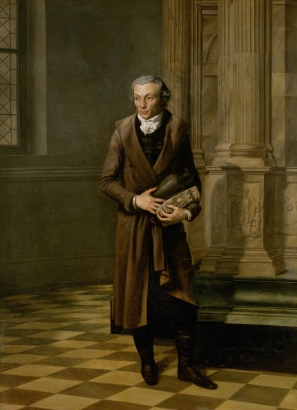
Alexandre Lenoir, 1799 (Versailles, musée national du château de Versailles et de Trianon)
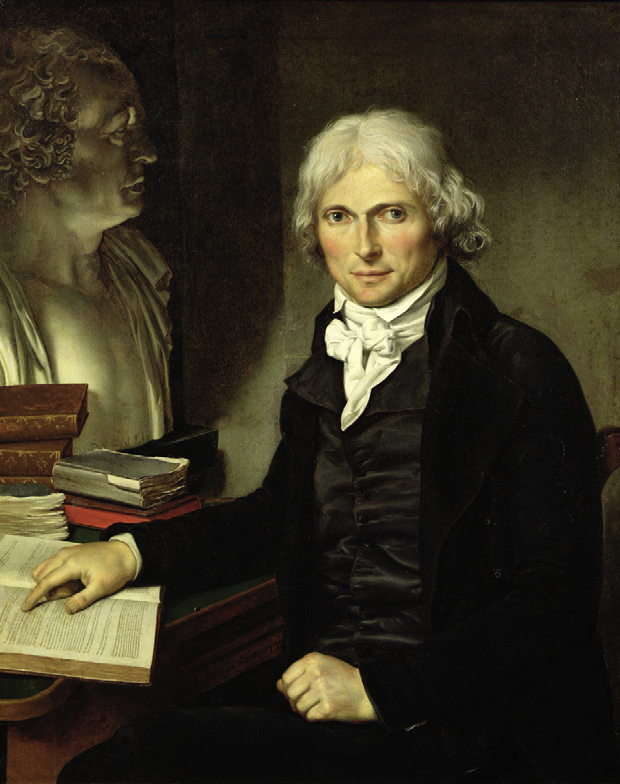
Xavier Bichat, 1799 (Versailles, musée national du château de Versailles et de Trianon)
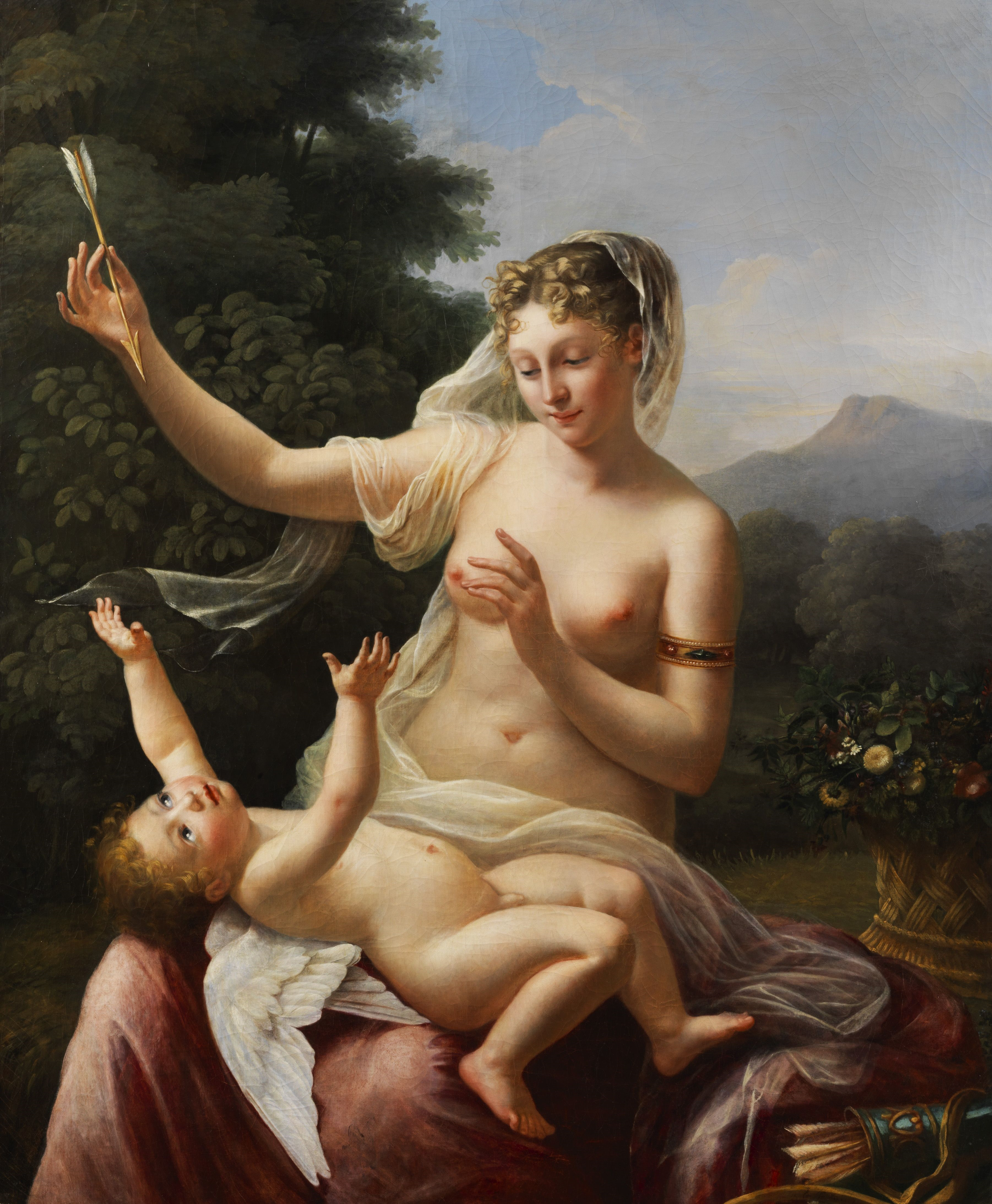
Vénus et Cupide (attribution)

## Sources
- Correspondance de James Pradier, tome 1, Droz, 1984, p. 343.